# Colom carablanc africà
El colom carablanc africà (Aplopelia larvata) és una espècie d'ocell de la família dels colúmbids (Columbidae) que habita selva i zones boscoses d'Àfrica Subsahariana, a Guinea i Sierra Leone, Golf de Guinea incloent les illes, Àfrica oriental, des d'Etiòpia cap al sud, i a l'Àfrica Meridional fins al sud de Sud-àfrica.
Aquesta espècie ha estat classificada dins el monotípic gènere Aplopelia (Bonaparte, 1855). El Congrés Ornitològic Internacional (versió 3.5, 2013) la ubica a Columba seguint, entre d'altres, Dickinson 2003.
S'han descrit set subespècies:
- C. l. bronzina Rüppell, 1837. Etiòpia i l'adjacent sud-est de Sudan del Sud.
- C. l. inornata (Reichenow, 1892), Des de Sierra Leone fins a Camerun i Gabon, Bioko i Annobón.
- C. l. jacksoni (Sharpe, 1904), Des de l'est de la República Democràtica del Congo fins a l'oest de Tanzània i el nord de Zàmbia.
- C. l. larvata Temminck, 1809. Des del sud de Sudan del Sud cap al sud fins a Sud-àfrica.
- C. l. principalis (Hartlaub, 1866), Illa de Príncipe.
- C. l. samaliyae (White CMN, 1948), Angola i nord-oest de Zàmbia.
- C. l. simplex (Hartlaub, 1849), illa de São Tomé.

La població de São Tomé ha estat sovint considerada una espècie diferent amb el nom de colom carablanc de São Tomé (Columba simplex).